# Stop Me If You Think You've Heard This One Before
«Stop Me If You Think You've Heard This One Before» (Deténme si piensas que has oído ésto antes - en español) es una canción de la banda británica The Smiths, incluida en su cuarto álbum de estudio Strangeways, Here We Come. La canción fue escrita por su líder Morrissey y Johnny Marr, guitarrista de la banda.

## Lanzamiento
La compañía discográfica tenía la intención de lanzar "Stop Me If You Think You've Heard This One Before" como un sencillo en el Reino Unido, pero consideraron que sería inapropiado después de la masacre de Hungerford (la letra contiene una referencia a "asesinatos en masa").
Fue lanzado como sencillo en Norteamérica, Europa, Australia y Japón, pero su video promocional - que incluyó a Morrissey, más un gran número de admiradores del mismo - fue utilizado en el Reino Unido para promocionar "I Started Something I Couldn't Finish".

## Sencillo
| Vinyl, 12" |                                                     |          |  |
| N.º        | Título                                              | Duración |  |
| 1.         | «Stop Me If You Think You've Heard This One Before» | 3:33     |  |
| 2.         | «Work Is a Four-Letter Word»                        | 2:47     |  |
| 3.         | «Girlfriend in a Coma»                              | 2:02     |  |
| 4.         | «I Keep Mine Hidden»                                | 1:57     |  |

| 12" |                                                     |          |  |
| N.º | Título                                              | Duración |  |
| 1.  | «Stop Me If You Think You've Heard This One Before» | 3:33     |  |
| 2.  | «Pretty Girls Make Graves» (early cello version)    | 3:35     |  |
| 3.  | «Some Girls Are Bigger Than Others» (live)          | 5:03     |  |

| 7"  |                                                     |          |  |
| N.º | Título                                              | Duración |  |
| 1.  | «Stop Me If You Think You've Heard This One Before» | 3:33     |  |
| 2.  | «Girlfriend in a Coma»                              | 2:02     |  |

| 45 RPM |                                                     |          |  |
| N.º    | Título                                              | Duración |  |
| 1.     | «Stop Me If You Think You've Heard This One Before» | 3:33     |  |
| 2.     | «Pretty Girls Make Graves» (early cello version)    | 3:35     |  |

## Versión de Mark Ronson
En 2007, fue recompuesta como «Stop Me» por el productor británico Mark Ronson, incorporando fragmentos de la canción «You Keep Me Hangin' On» del trío de música soul The Supremes, para su segundo álbum de estudio, Version. Fue elegido como primer sencillo, lanzado el 2 de abril del mismo año. El cantante australiano Daniel Merriweather colaboró en la voz principal.
Alcanzó el puesto número dos en la lista de sencillos del Reino Unido. Esta versión fue seleccionada como la número ochenta en la lista de las 100 mejores canciones del año 2007, según la revista Rolling Stone.

### Listado de canciones
| Vinyl, 10" |                               |                                                |          |  |
| N.º        | Título                        | Escritor(es)                                   | Duración |  |
| 1.         | «Stop Me»                     | Holland-Dozier-Holland, Johnny Marr, Morrissey | 03:54    |  |
| 2.         | «No One Knows» (feat. Domino) | Josh Homme, Mark Lanegan, Nick Oliveri         | 04:40    |  |

| CD, sencillo, Promo |                                        |          |  |
| N.º                 | Título                                 | Duración |  |
| 1.                  | «Stop Me» (Dirty South Remix)          | 08:25    |  |
| 2.                  | «Stop Me» (Dirty South Remix Dub)      | 08:25    |  |
| 3.                  | «Stop Me» (A Chicken Lips Malfunction) | 07:05    |  |
| 4.                  | «Stop Me» (A Chicken Lips Dub Deluxe)  | 07:57    |  |
| 5.                  | «Stop Me» (Kissy Sell Out Mix)         | 05:57    |  |
| 6.                  | «Stop Me» (Album Version)              | 03:53    |  |

### Posicionamiento en listas
| Lista (2007)                            | Mejor posición |
| --------------------------------------- | -------------- |
| Alemania (Official German Charts)       | 65             |
| Australia (ARIA Singles Chart)          | 64             |
| Escocia (Scottish Singles Chart)        | 5              |
| Estados Unidos (Hot Dance Club Songs)   | 44             |
| Estados Unidos (Dance/Mix Show Airplay) | 4              |
| Irlanda (IRMA)                          | 38             |
| Italia (FIMI)                           | 23             |
| Reino Unido (UK Singles Chart)          | 2              |
| Suiza (Schweizer Hitparade)             | 11             |